# Măcăleandru himalayan
Măcăleandrul himalayan (Tarsiger rufilatus) este o specie de pasăre paseriforme din familia Muscicapidae originară din Himalaya și munții din Asia de Sud-Est.
Este o pasăre insectivoră strâns înrudită cu măcăleandrul albastru, și a fost, în general, tratată ca o subspecie a acesteia în trecut, dar pe lângă faptul că diferă în comportamentul său migrator (măcăleandrul albastru este un migrator pe distanțe lungi), diferă și prin culoarea albastră mai intensă a masculilor adulți și culoarea mai gri a femelelor și a puilor.

## Galerie

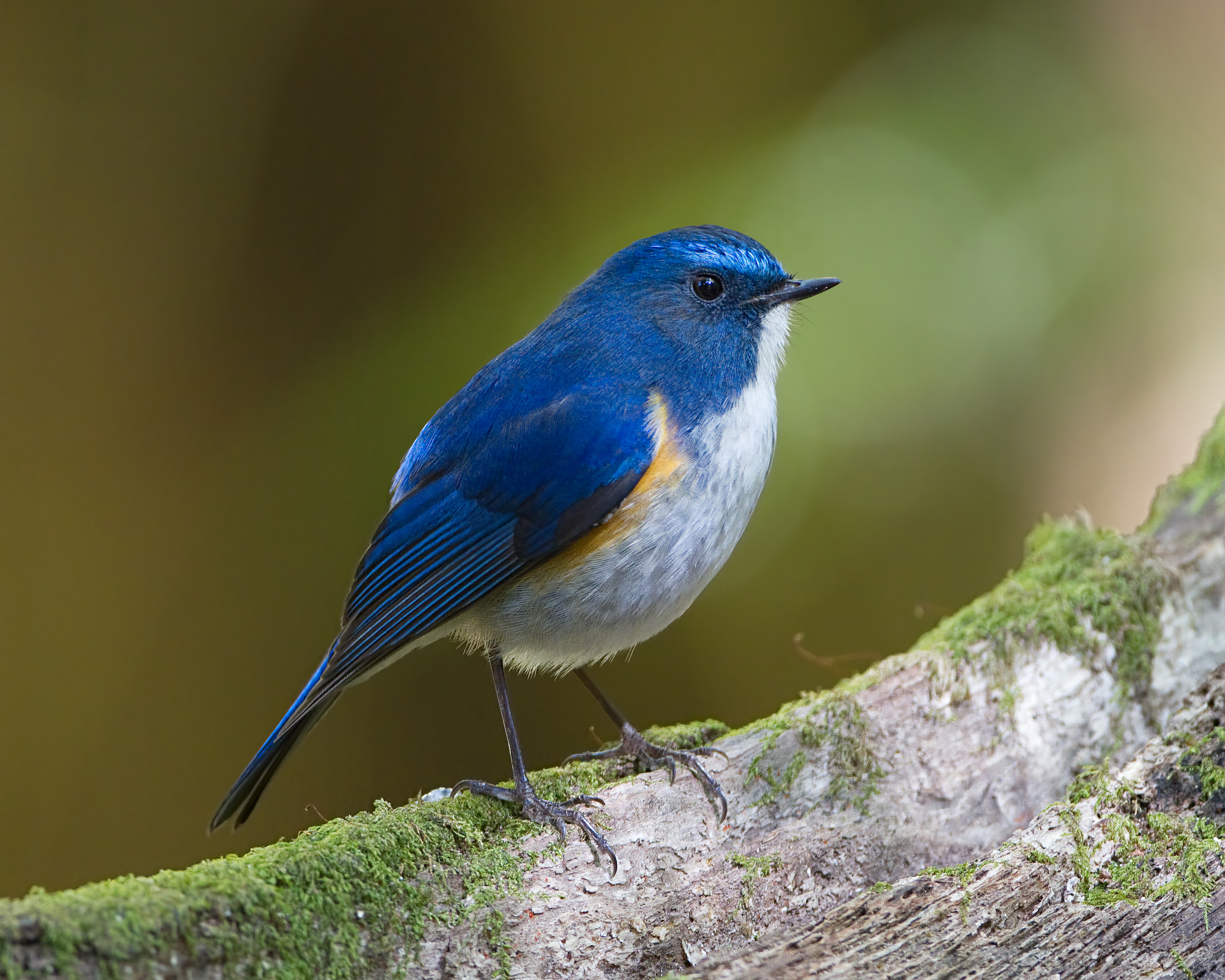
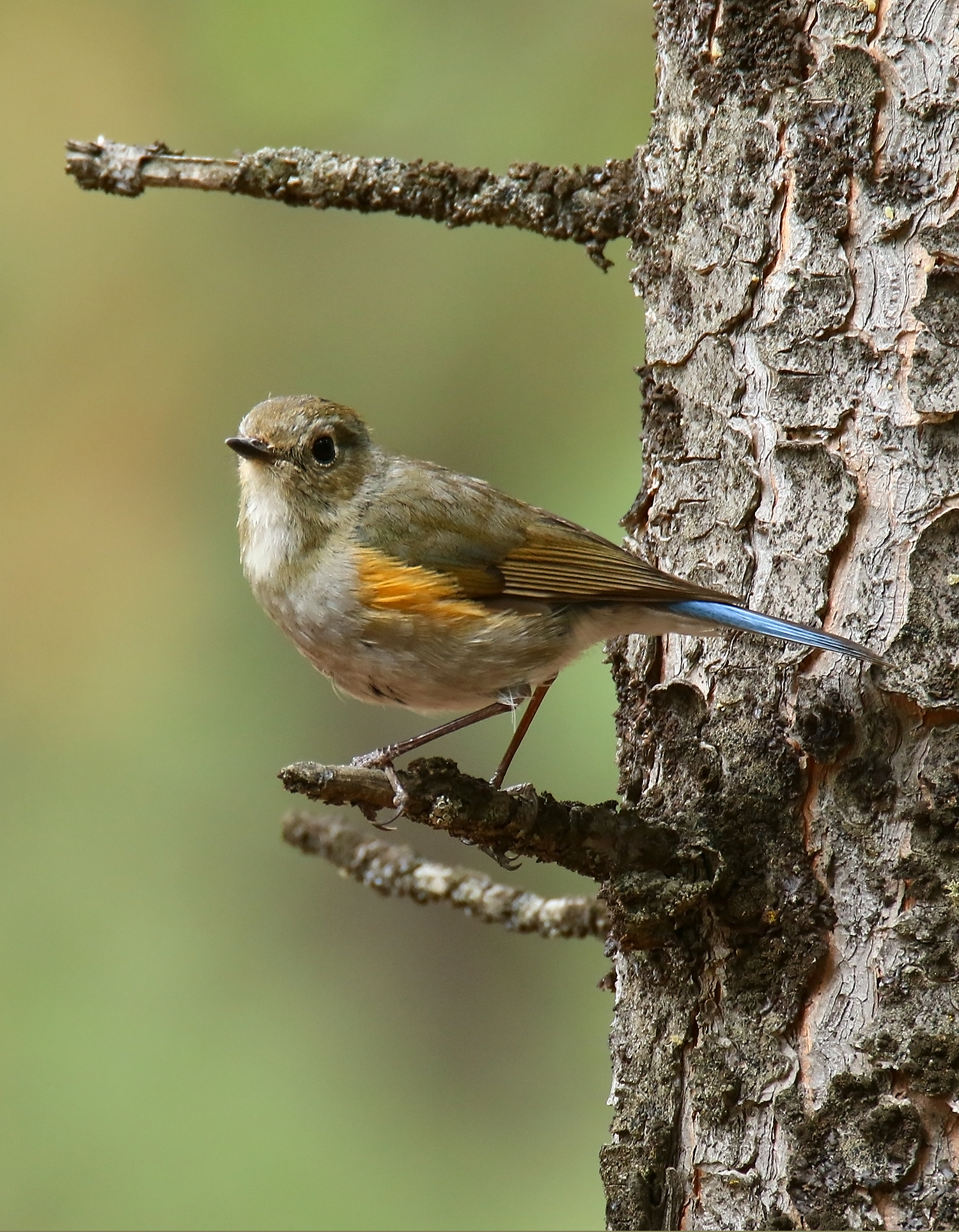
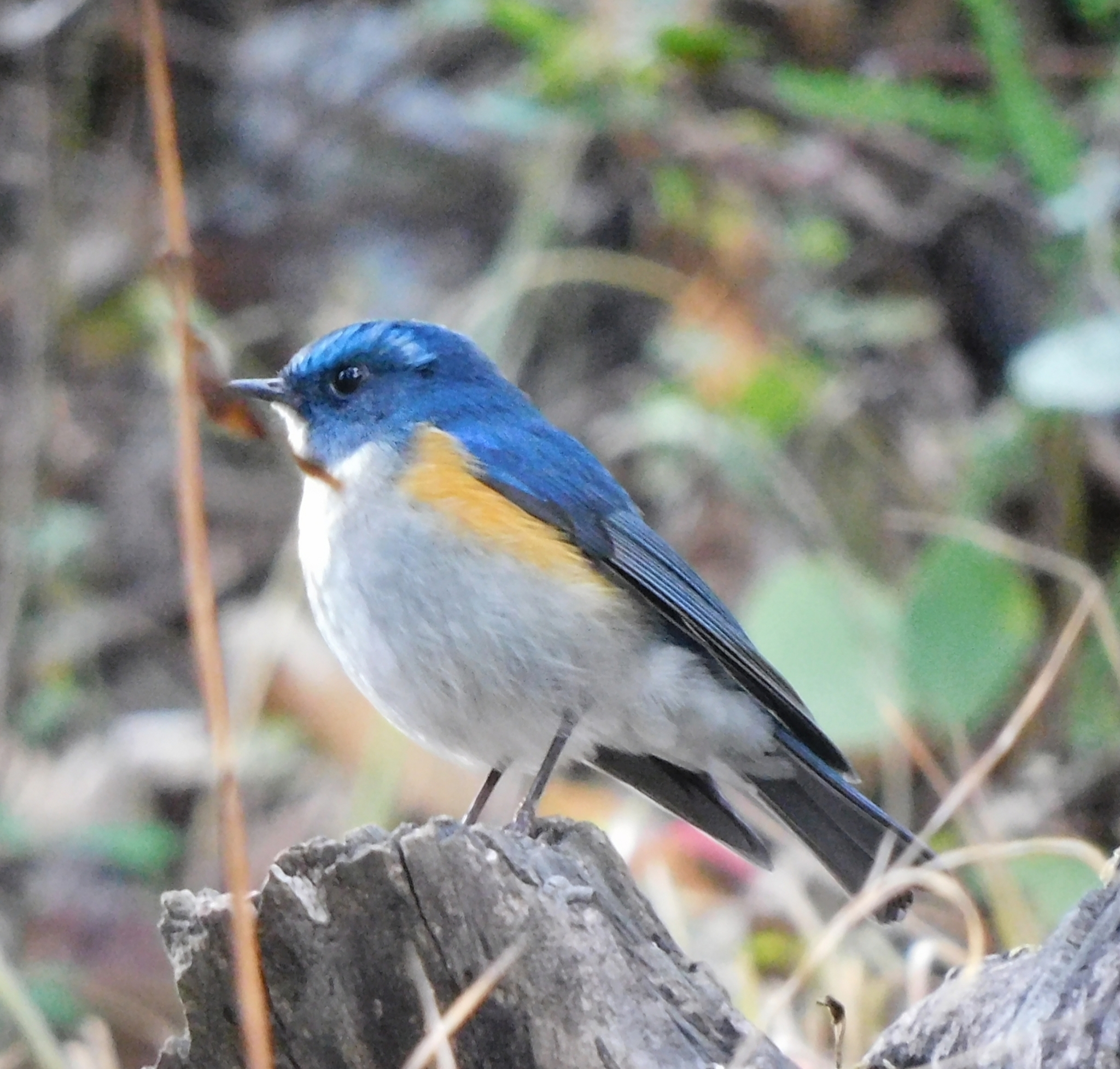
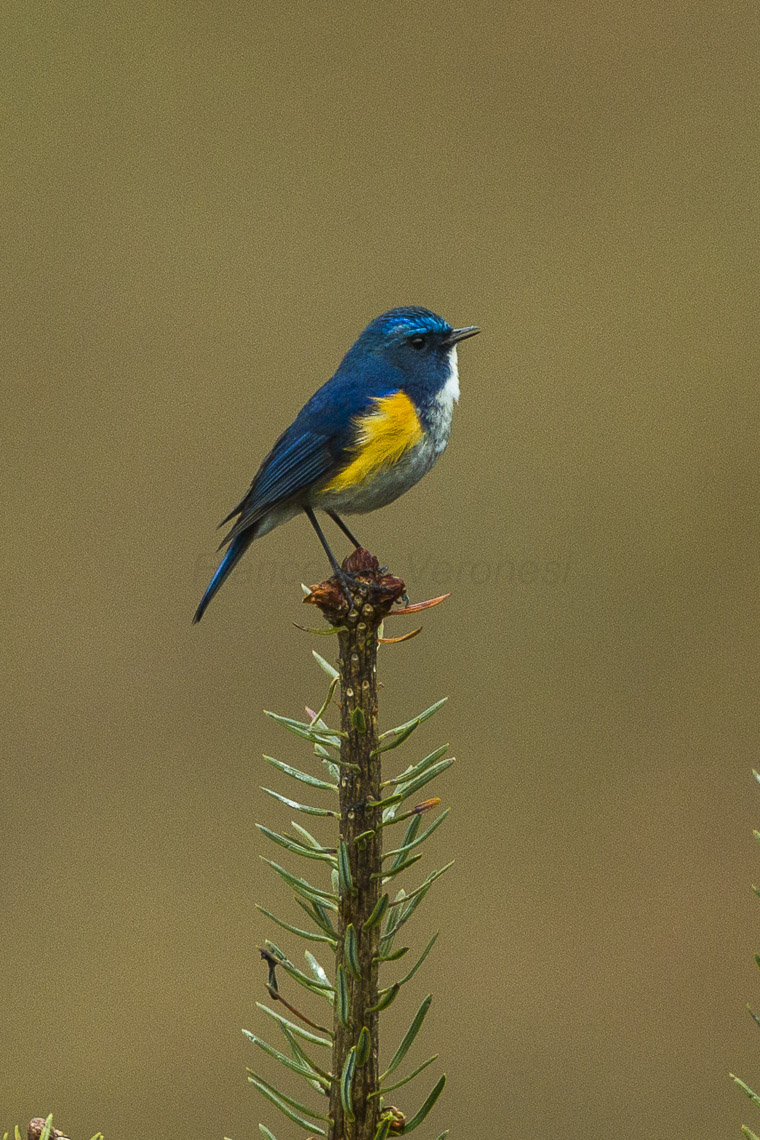
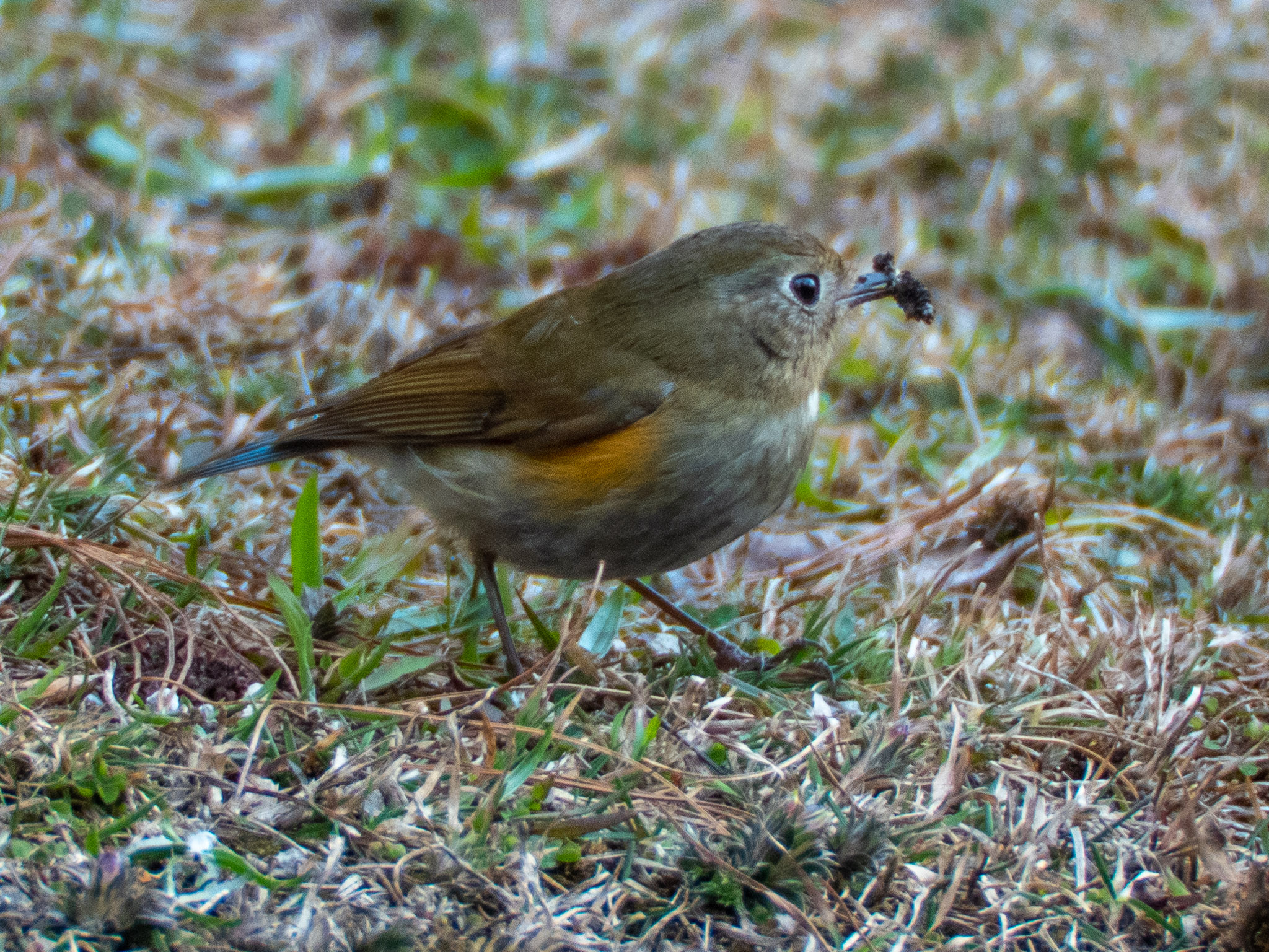
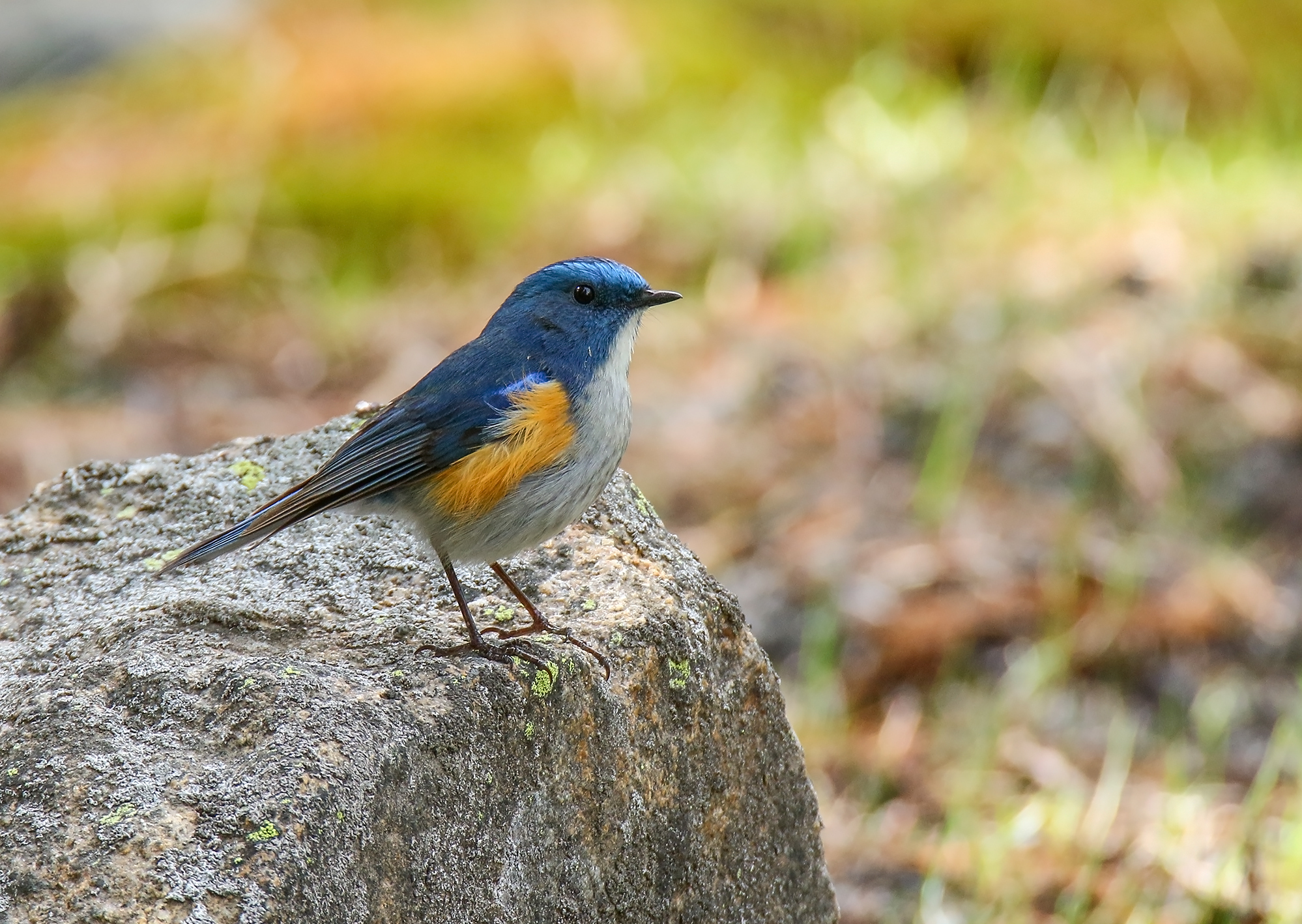
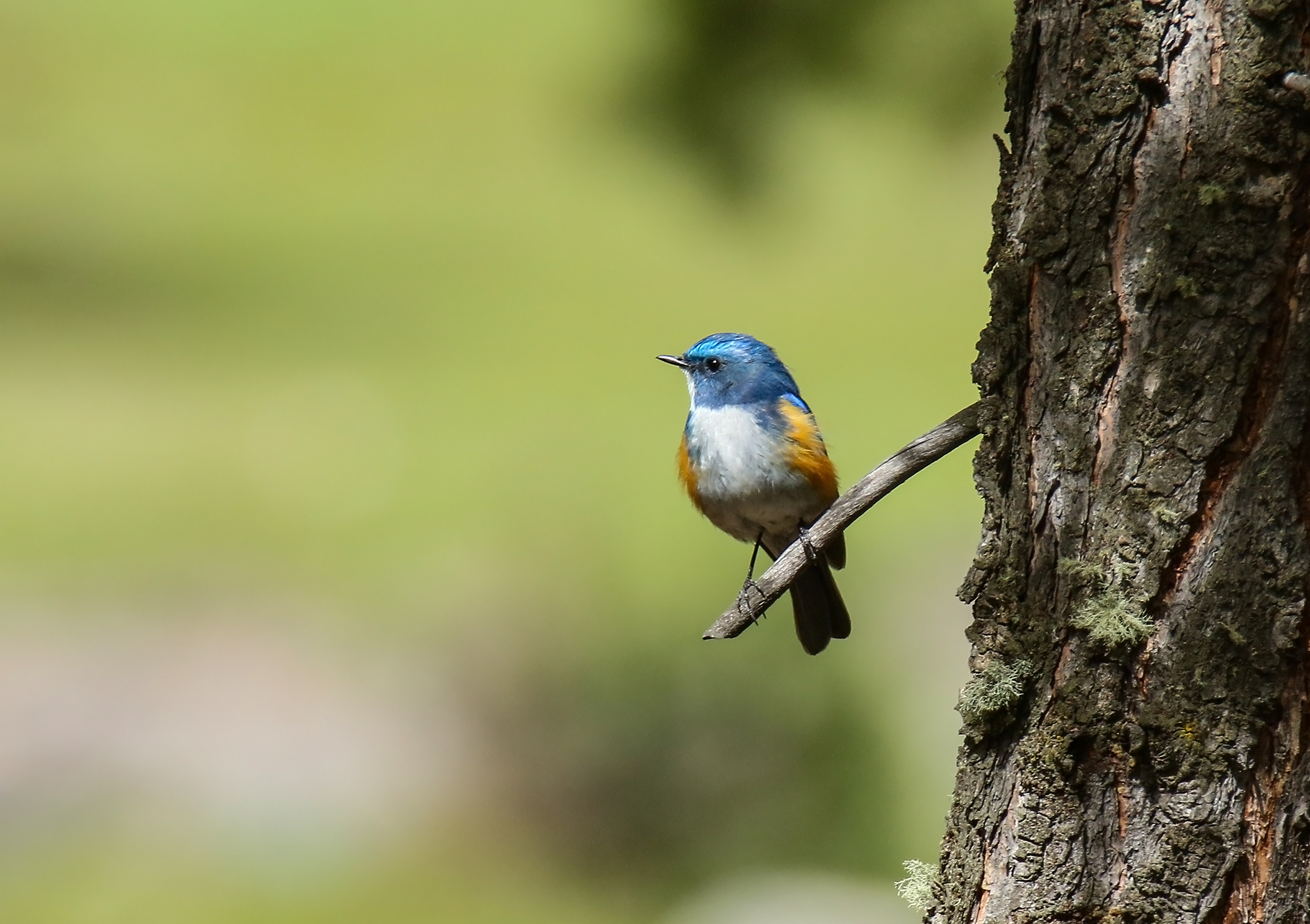